# Таїп Талга Сануч
Таїп Талга Сануч (тур. Tayyip Talha Sanuç, нар. 17 грудня 1999, Карабюк, Туреччина) — турецький футболіст, центральний захисник клубу «Бешикташ» та національної збірної Туреччини.

## Ігрова кар'єра

### Клубна
Таїп Талга Сануч є вихованцем клубу «Кардемір Карабюкспор» зі свого рідного міста Карабюк. У червні 2017 року він зіграв першу гру на дорослому рівні, коли вийшов на заміну в кінці матчу в турнірі Суперліги.
Через рік у липні 2018 року футболіст перейшов до клубу Першої ліги «Адана Демірспор». У сезоні 2020/21 «Адана» виграла турнір Першої ліги і Талга Сануч повернувся до Суперліги вже у складі нової команди. З першого сезону в еліті «Адана» посіла четверте місце, а сам Талга Сануч своєю грою привернув увагу скаутів стамбульського «Бешикташа». З вересні 2022 року Талга Сануч є гравцем «Бешикташа».

### Збірна
У листопаді 2022 року у товариському матчі проти команди Чехії Таїп Талга Сануч дебютував у складі національної збірної Туреччини.

## Титули і досягнення
- Переможець Першої ліги:

Адана Демірспор: 2020–21
- Володар Кубка Туреччини (1):

«Бешикташ»: 2023–24
- Володар Суперкубка Туреччини (1):

«Бешикташ»: 2024
Туреччина
- Переможець Ісламських ігор солідарності: 2022